# Rhododendron semibarbatum
Rhododendron semibarbatum är en ljungväxtart som beskrevs av Carl Maximowicz. Rhododendron semibarbatum ingår i släktet rododendron, och familjen ljungväxter. Inga underarter finns listade i Catalogue of Life.

## Bildgalleri

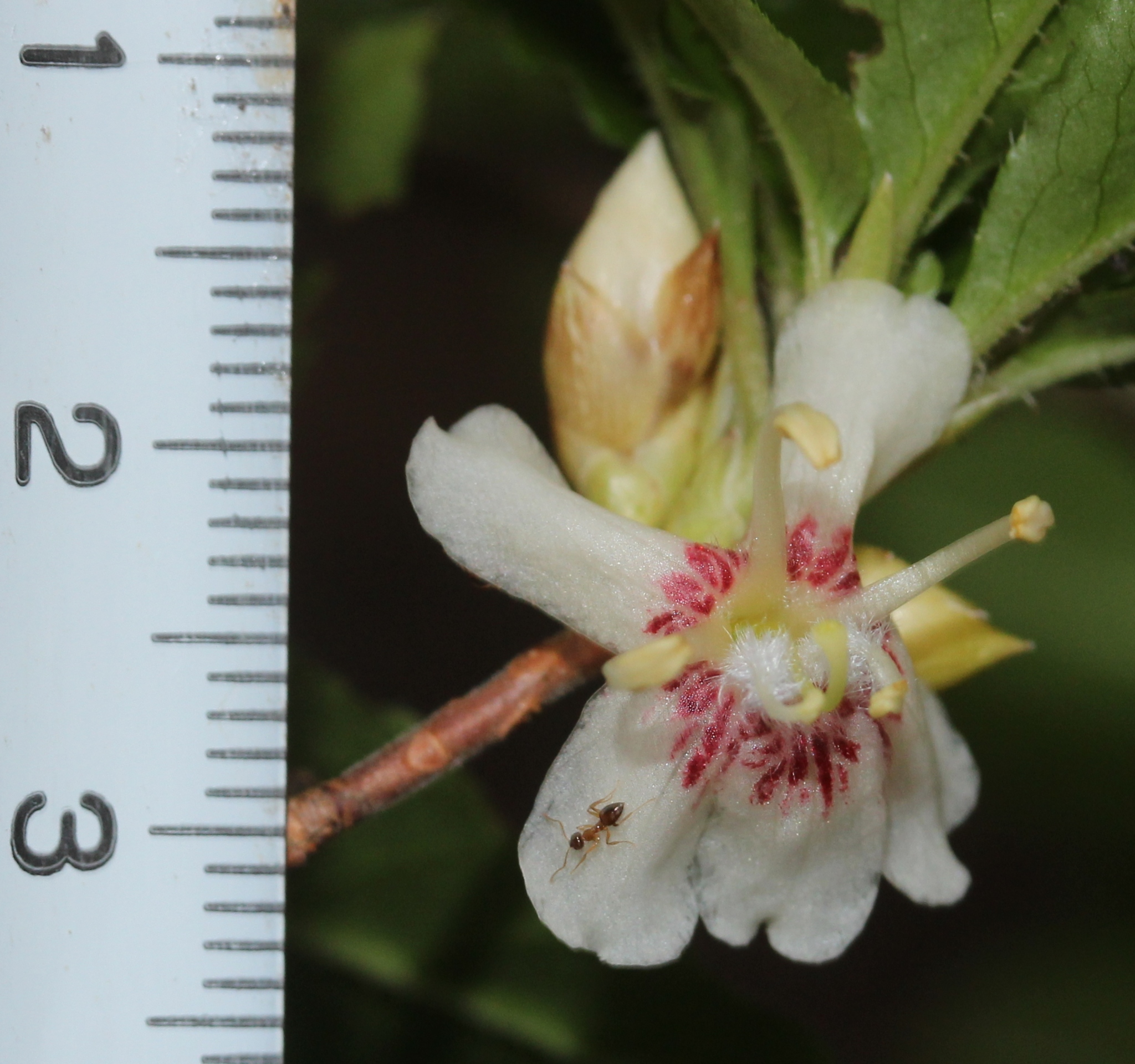
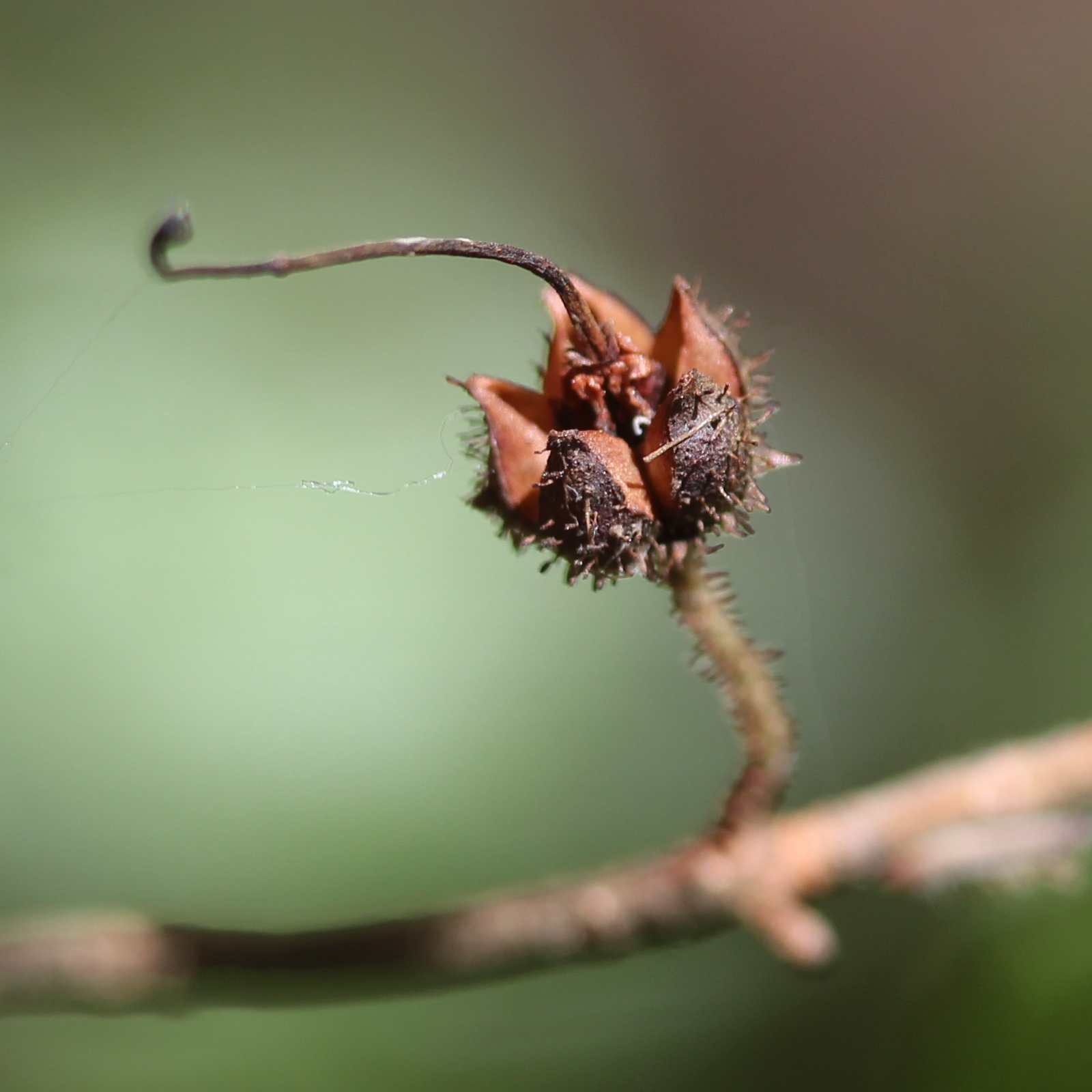
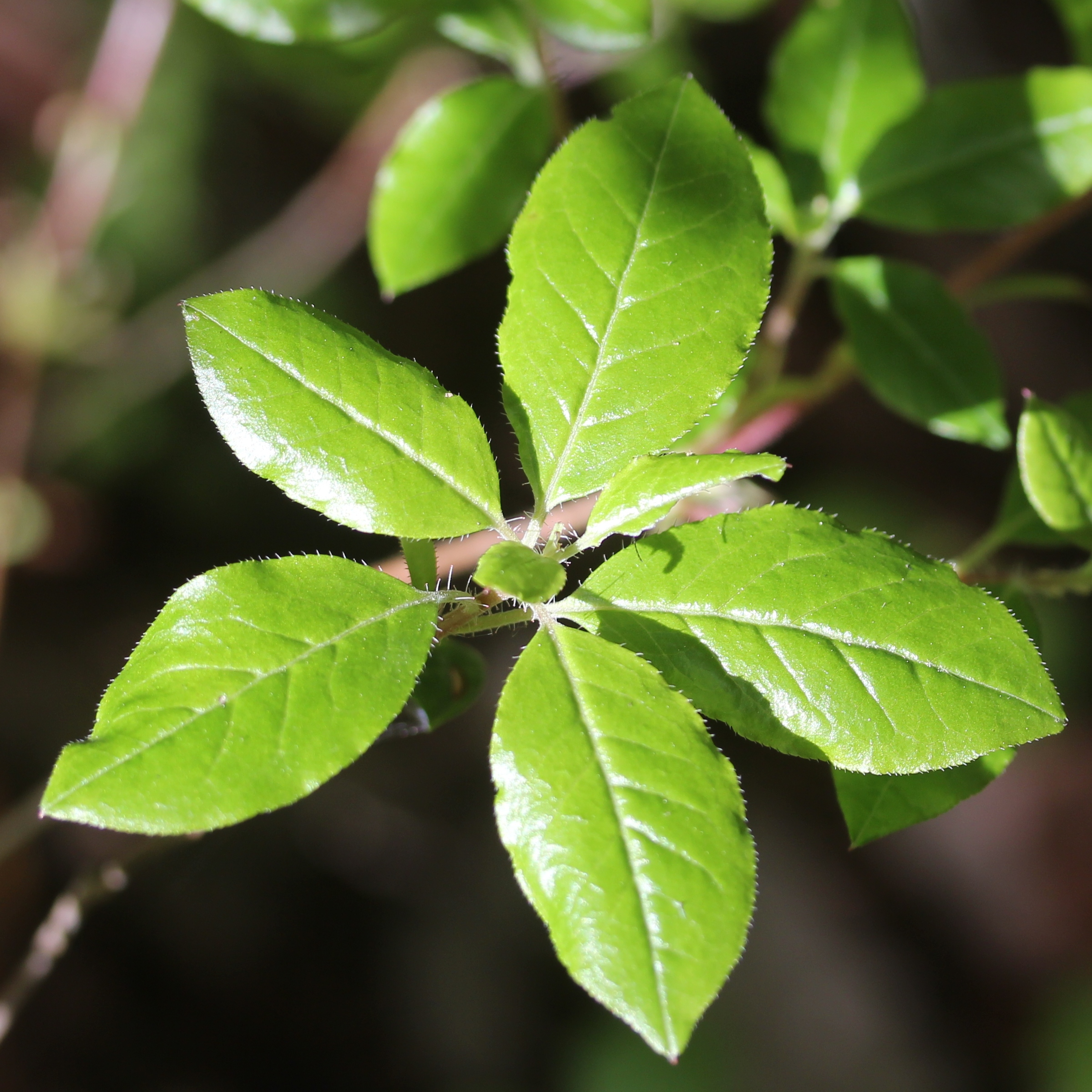